# 上海院士风采馆
上海院士风采馆位于上海市杨浦区国顺东路369号，是中国首家以展现两院院士为主题的展馆。

## 历史
2006年1月7日建成开馆，建筑面积2200平方米，展厅面积1200平方米。

## 管理
上海院士风采馆的外形设计为一本翻开的书，馆名由中国工程院院长徐匡迪书写，中国科学院院长路甬祥为院士馆作了题词。展馆展现了在上海工作和生活的220余位院士的风采，六个展厅分别为序厅、奋斗与辉煌、梦想与追求、使命与荣耀、开拓与创新、尾厅。上海院士风采馆是全国科普教育基地、上海市科普教育基地、上海市爱国主义教育基地。

## 画廊

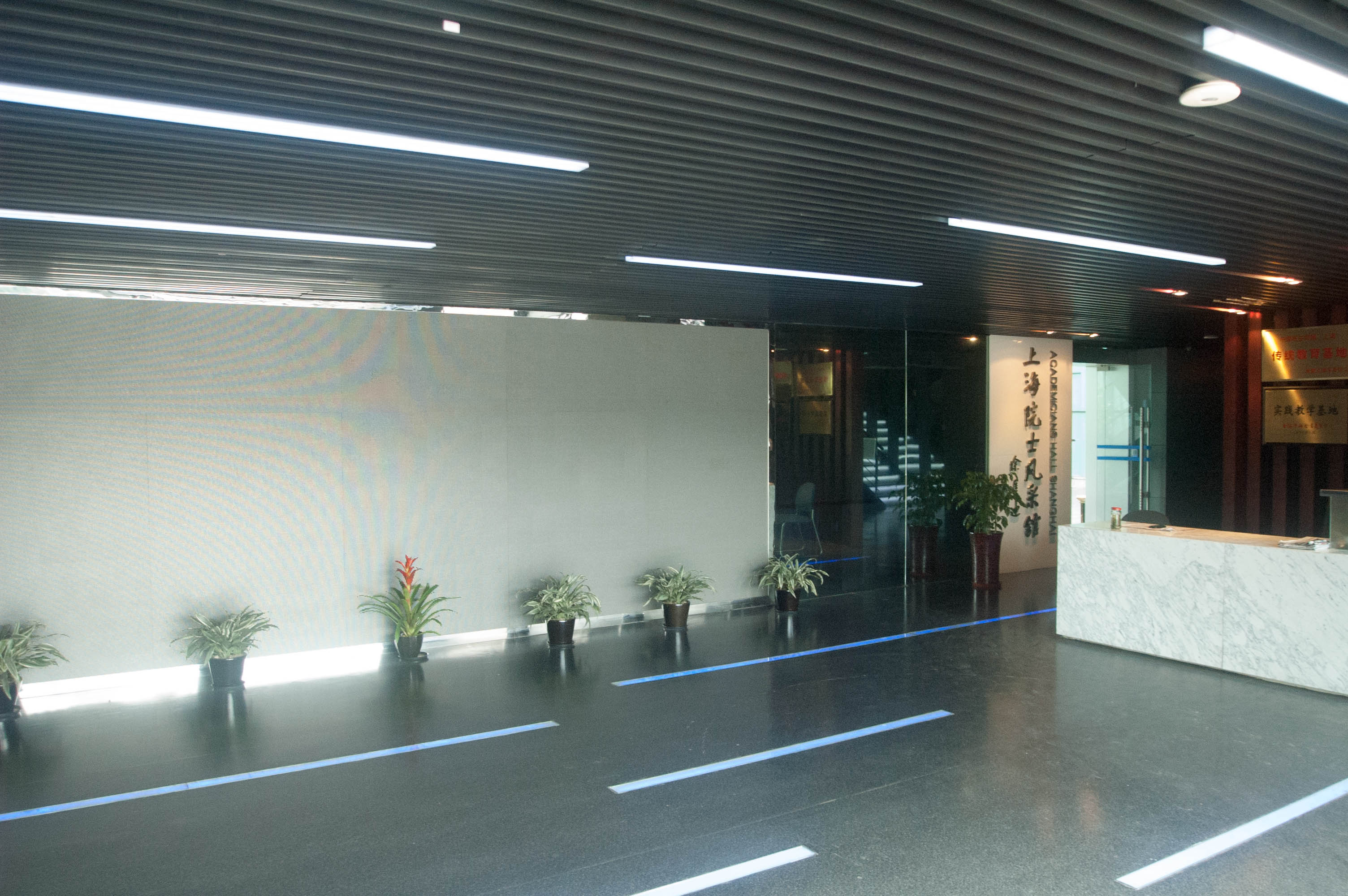
上海院士风采馆（徐匡迪题字）
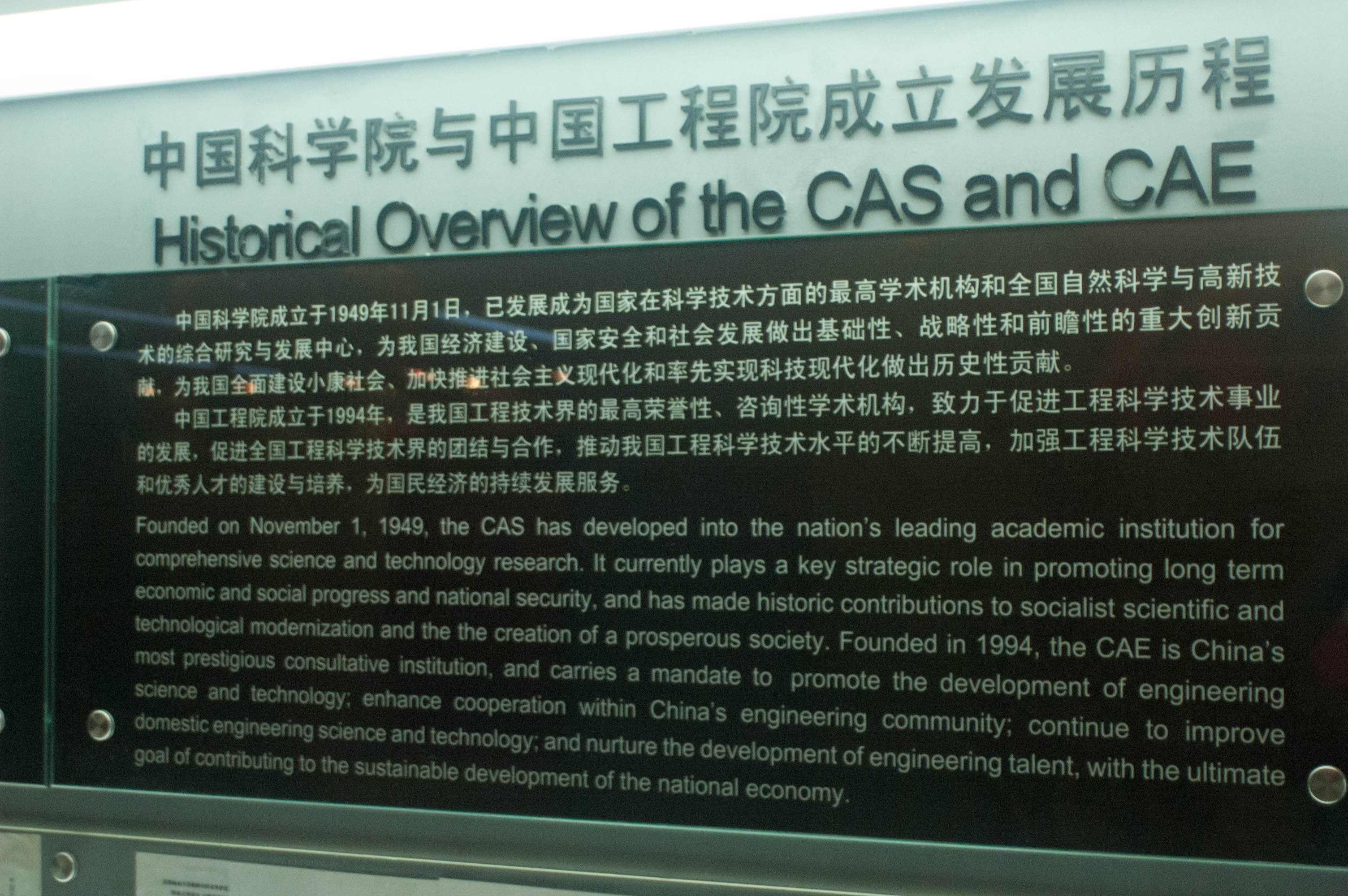
上海院士风采馆